# 가사이군

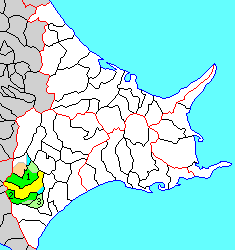
가사이 군의 위치

가사이군(일본어: 河西郡)은 일본 홋카이도 도카치 종합진흥국(구 도카치 지청)의 군이다.
인구 24,650명, 면적 983.24km², 인구밀도 25.1명/km².(2025년 2월 28일, 주민기본대장인구)
이하 3정으로 구성된다.
- 메무로정(芽室町)
- 나카사쓰나이촌(中札内村)
- 사라베쓰촌(更別村)

## 역사
에도 시대의 가사이 군역은 마쓰마에번에 의해 설치된 트카치 장소에 포함되었다. 에도 시대 후기 가사이 군역은 동 에조치에 속하고 있었다. 1799년에 국방을 위해 가사이 군역은 천령이 되면서 이후 1869년에는 가사이 군이 두어졌고 홋카이도 도카치국에 속했다.